# Lưu Thị Diễm Hương
Lưu Thị Diễm Hương (sinh ngày 30 tháng 8 năm 1990) là Hoa hậu Thế giới người Việt 2010.
Trước khi đăng quang, cô đang là sinh viên năm thứ 2 của Trường Đại học Hoa Sen Thành phố Hồ Chí Minh.
Sau khi vượt qua 39 thí sinh khác trong đêm chung kết 21 tháng 8 năm 2010, Diễm Hương trở thành Hoa hậu thế giới người Việt thứ hai sau Ngô Phương Lan - người đoạt giải năm 2007.
Lưu Thị Diễm Hương đại diện nước chủ nhà tham dự Hoa hậu Trái Đất 2010 tại Nha Trang và lọt vào Top 14. Đồng thời cô đoạt thêm giải thưởng phụ Trình diễn áo tắm đẹp nhất (Best in Swimsuit).
Ngoài ra, cô còn đại diện cho Việt Nam dự thi Hoa hậu Hoàn vũ 2012 diễn ra tại Las Vegas, Hoa Kỳ nhưng không có mặt trong Top 16 người đẹp nhất.
Hiện nay cô đã rời Việt Nam và sang Canada định cư.

## Bê bối

### Scandal khoe đồng hồ 5 tỷ
Về hoạt động nghệ thuật, gần đây nhất, Diễm Hương vừa tham gia phim màn ảnh rộng Hai Lúa và gây ồn ào trong buổi họp báo ra mắt phim với vụ đeo đồng hồ trị giá 5 tỷ. Nhiều ý kiến cho rằng cô nàng Hoa hậu khoe của, khoe mình có đại gia âm thầm hỗ trợ và muốn chứng tỏ đẳng cấp với các người đẹp cùng đóng trong bộ phim nói trên.
Tuy nhiên, Diễm Hương đã nhanh chóng lên tiếng cho biết chiếc đồng hồ này là tự tay cô mua bằng số tiền tích cóp đi làm nghệ thuật từ nhiều năm qua, không phải quà của bạn trai mua tặng: "Tôi không dư tiền mua đồng hồ 5 tỷ để báo chí giật tít rằng tôi khoe khoang. Tôi coi đó là món quà tự thưởng cho mình suốt quá trình làm việc chăm chỉ", Hoa hậu Thế giới người Việt chia sẻ.

### Scandal bị Vũ Khắc Tiệp "đá xoáy", cho rằng "chém gió"
Vốn là người khá kín tiếng trong chuyện riêng tư nhưng bất ngờ vào đầu năm 2014, Diễm Hương đã tâm sự nhiều điều về cuộc sống khi trả lời phỏng vấn trong một chương trình truyền hình. Theo đó, cô nói mình tự mua đồng hồ 5 tỷ và mua tặng mẹ túi xách trị giá 300 triệu đồng.
Trước những lời chia sẻ đó của người đẹp Hai Lúa, Vũ Khắc Tiệp đã cho đăng dòng status rất dài với nội dụng "đá xoáy" cô nàng. "Tôi không ghét em nhưng cũng chưa bao giờ thích em nên cũng ít để ý tới em. Tuy nhiên, tôi biết chính xác những gì em kể trên báo chí là trái ngược hoàn toàn", ông bầu Venus khẳng định.
Nhiều tờ báo sau đó đã liên hệ hỏi Vũ Khắc Tiệp có phải đang nhắc khéo Diễm Hương hay không. Dù không trực tiếp trả lời xác nhận nhưng ông bầu chân dài này cũng không chính thức phủ nhận nên nghi án này vẫn râm ran trong dư luận và Diễm Hương dính phải biệt danh "người đẹp chém gió" kể từ đó.

### Tham gia Hoa hậu Hoàn vũ 2012 khi đã kết hôn
Đầu năm 2014, câu chuyện động trời về hôn nhân của Diễm Hương được hé lộ, khiến dư luận ngỡ ngàng. Theo đó, Diễm Hương kết hôn từ năm 2011, trước thời điểm dự thi Hoa hậu Hoàn vũ 2012. Cô đã giấu kín tình trạng hôn nhân của mình trong suốt 3 năm, cho đến khi bị chồng là doanh nhân Đinh Trường Chinh đệ đơn ly hôn tại Tòa án Thành phố Hồ Chí Minh.
Sau đó, cô tái hôn cùng doanh nhân Quang Huy vào năm 2015 và có một con trai. Hai người đã ly hôn vào năm 2020.

## Thi ứng xử
Diễm Hương phát biểu rằng kết quả phần thi ứng xử, trả lời câu hỏi là điểm sáng nhất của cô.

## Chương trình
- Ai là bậc thầy chính hiệu? (mùa 2) (người chơi khách mời của đội Bé Lí Lắc Chí Tài (2021 (quay trước ngày 9/12/2020))
- Hoa hậu Du lịch Việt Nam Toàn cầu 2021 (thành viên ban giám khảo)